# Lesnowska reka
Lesnowska reka, dawniej Stari Iskyr (bułg. Лесновска река, Стари Искър) – rzeka w zachodniej Bułgarii.
Rzeka wypływa pod nazwą Łopuszna (Лопушна). Źródła rzeki znajdują się na północnym podnóżu szczytu górskiego Golama Ikuna, najwyższy punkt grzbietu górskiego Ichtimanska Sredna Gora, na wysokości 1167 m n.p.m. Do wsi Golema Rakowica płynie w północno-zachodnim kierunku przez głęboką zalesioną dolinę. Następnie przepływa przez zbiornik retencyjny Ognjanowo. Kierując się na zachód wpływa w kotlinę sofijską. Od miejscowości Doganowo do ujścia jej brzegi są skorygowane i wyrównane wodoodpornymi groblami. Nieopodal Rawnego pola ponownie skręca na północny zachód i w dzielnicy Sofii, Czełopeczene, jej koryto wpływa w dawne koryto rzeki Stary Iskyr. Uchodzi do prawego brzegu Iskyru, na wysokości 510 m n.p.m., 1,6 km północno-zachodnio od wsi Swetowraczene.
Jej głównymi dopływami są: Rawna, Treska, Wukowik, Umniszka reka, Gabra, Michow doł, Azmak, Makocewska reka oraz Elesznica.
Rzeka ma 65,2 km długości, powierzchnię dorzecza o wielkości 1 096 km². Średni przepływ rzeki wynosi 4,7 m³/s, mierzony w Czełopeczenie, maksymalny przepływ jest w okresie od kwietnia do czerwca, a minimalny od sierpnia do października.